# Руй (гора)
Руй (болг. Руй, серб. Руј / Ruj) — гора в Западной Болгарии и Юго-восточной Сербии, в историко-географической области Краиште. Является частью Руйско-Верилской горной гряды. Ограничивает с севера Трынскую котловину. Согласно Василу Микову название горы происходит от латинского наименования растения Скумпия (Rhus cotinus), которое широко распространено в этих местах.

## География
Гора расположена в самой западной части Руйско-Верилской горной гряды, на границе с Сербией. С северо-запада на юго-восток её длина около 12 км, а ширина — до 10 км. Общая площадь — около 86 км². На северо-востоке, востоке и юго-востоке она доходит до долины реки Ерма, а на юге её крутые склоны спускаются к Трынской котловине. На севере в Сербии она простирается до долины реки Блатаница (левый приток реки Ерма), а на западе через седловину на высоте 1243 м связана с горой Милославской (Милославска планина).
Руй является типичной горой блочного типа, ограниченной крутыми склонами, образованными разломами.
Плоская вершина горы расположен на высоте 1600—1700 м. Самая высокая точка — одноименная вершина Руй (1705,6 м) находится в западной части, на болгарско-сербской границе.
Руй сложена из протерозойских гнейсов, сланцев и амфиболитов, а также из палеозойских гранитов и гранодиоритов. Имеются небольшие залежи оловяно-серебряных и медных руд. Почвы — бурые и светло-коричневые лесные. Растительность представлена широколиственным лесом — бук, дуб, граб, а на вершине имеются обширные луга.

## Населённые пункты
У южного подножия горы, на болгарской территории расположен город Трын и 3 села — Забел, Зелениград и Туроковцы. На сербской территории, на северном склоне расположены 3 села — Вучи Дел, Ракита и Ясенов дел.
У южного подножия горы, проходит семикилометровый участок дороги второго класса № 63 Перник — Брезник — Трын — КПП «Стрезимировци».

## Достопримечательности
Вблизи вершины Руй построена хижина (шале) Руй, а на левом берегу реки Ерма, поблизости от села Ломница находится Трынский монастырь. В восточной части горы находится живописное Трынское ущелье, в котором протекает река Ерма.